# آنسرفرو آلتوایترا
آنسرفرو آلتوایترا (به آلمانی: Unserfrau-Altweitra) یک منطقهٔ مسکونی در اتریش است که در ناحیه گموند واقع شده‌است. آنسرفرو آلتوایترا ۱٬۰۱۶ نفر جمعیت دارد.